# 特納斯米爾 (密蘇里州)
特納斯米爾（英語：Turners Mill），又名瑟普賴斯（Surprise），是位於美國密蘇里州俄勒岡縣的鬼鎮。

## 歷史
特納斯米爾的郵局（名為瑟普賴斯）於1895年設立，其後於1925年停運。

## 地理
特納斯米爾所處的海拔為高於海平面153米（即502英呎），而該地所採用的時區為UTC-6，即北美中部時區（CST）。同時該地設有夏令時間，為UTC-6調快一小時，即UTC-5（CDT）。